# Библиотека „Философско наследство“
Библиотека „Философско наследство“ е книжна поредица, издавана от издателство Наука и изкуство от 60-те до 90-те години на XX век.
Тя включва произведения на философи като Платон, Аристотел, Хегел, Декарт, Кант, Бейкън и Монтен.

## Списък
1. Френсис Бейкън – „Нов органон“, 1968 г.
2. Хегел – „Феноменология на духа“, 1969 г.
3. Имануел Кант – „Пролегомени“, 1969 г.
4. Томас Хобс – „Левиатан“, 1970 г.
5. Лукреций Кар – „За природата на нещата“, 1971 г.
6. Джон Лок – „Опит върху човешкия разум“, 1971 г.
7. Н.Г. Чернишевски – „Избрани философски произведения“, 1973 г.
8. Имануел Кант – Основи на метафизиката на нравите, 1974 г.
9. Готфрид Лайбниц – „Нови опити върху човешкия разум“, 1974 г.
10. Платон – „Държавата“, том 1, 1975 г.
11. Платон – „Държавата“, том 2, 1975 г.
12. Блез Паскал – „Мисли“, 1978 г. (и 1987 г.)
13. Рене Декарт – „Избрани философски произведения“, 1978 г.
14. Александър Херцен – „Избрани философски произведения“, 1979 г.
15. Хелвеций – „За ума“, 1979 г.
16. Платон – „Диалози“, том 1, 1979 г.
17. Аристотел – „За душата“, 1979 г.
18. Древнокитайски мислители, 1980 г.
19. Томас Хобс – „За тялото“, 1980 г.
20. Монтен – „Опити“, том 1, 1979 г.
21. Монтен – „Опити“, том 2, 1980 г.
22. Монтен – „Опити“, том 3, 1980 г.
23. Платон – „Държавата“, том 3, 1981 г.
24. Спиноза – „Етика“, 1981 г.
25. Жулиен дьо Ламетри – „Човекът-машина: Избрани произведения“, 1981 г.
26. Платон – „Диалози“, том 2, 1982 г.
27. Френсис Бейкън – „Опити“, 1982 г.
28. Дмитрий Писарев – „Философски и социологически статии“, 1982
29. Хегел – „История на философията“, том 1, 1982 г.
30. Хегел – „История на философията“, том 2, 1982 г.
31. Хегел – „История на философията“, том 3, 1982 г.
32. Шелинг – „Система на трансценденталния идеализъм“, 1983 г.
33. Ибн Халдун – „Встъпление“, 1984 г.
34. Шарл Монтескьо – „За духа на законите“, 1984 г.
35. Николо Макиавели – „Избрани съчинения“, 1985 г.
36. Дейвид Хюм – „Трактат за човешката природа", 1986 г.
37. Пиер Абелар – „Избрани съчинения“, 1986 г.
38. Волтер – „Избрани философски съчинения“, 1986 г.
39. Григорий Палама – Слова, 1987 г.
40. Луций Аней Сенека – „Избрани диалози“, 1987 г.
41. Жан-Жак Русо – „Избрани съчинения“, том 1, 1988 г.
42. Колектив, „Пет средновековни философски трактата“, 1989 г.
43. Шелинг – „Изложение на моята философска система“, 1989
44. Платон – „Диалози“, том 4, 1990 г.
45. Аристотел – „Категории“, 1992 г.
46. Николай Кузански – „За ученото незнание“, 1993 г.
47. Жан-Жак Русо – „Избрани съчинения“, том 2, 1997 г.